# Entertainment Software Rating Board
L'Entertainment Software Rating Board (ESRB) est un organisme autorégulé qui évalue les jeux vidéo, c’est-à-dire qui estime à quel âge conviennent les jeux vidéo et le signale au travers de symboles sur les boîtes de jeux vidéo, dans les publicités et sur les sites web, en Amérique du Nord. Elle fut créée en 1994 par l'Entertainment Software Association. Début 2003, elle avait évalué plus de 8 000 jeux de 350 développeurs différents.

## Historique

### Contexte
Des jeux vidéo présentant un contenu explicite existent déjà avant le début des années 1980. Dans le jeu d'arcade Death Race, qui est une adaptation du film La Course à la mort de l'an 2000, le joueur doit écraser des Gremlins et éviter des pierres tombales. Les graphiques étant primitifs à l'époque, les Gremlins sont confondus pour des êtres humains, ce qui crée la polémique aux États-Unis.
Une entreprise de développement de jeux vidéo nommé Mystique est devenue connue pour ses jeux pornographiques sur Atari 2600. Elle reçoit une attention particulière pour Custer's Revenge, un jeu sorti en 1982 dans lequel le joueur prend le contrôle d'un homme nu qui agresse sexuellement d'une femme amérindienne.
À la suite du krach du jeu vidéo de 1983, les entreprises fabriquant des consoles de jeux vidéo se mettent à davantage réglementer les sorties de jeux sur leurs machines. Par exemple, lorsque Nintendo sort la Nintendo Entertainment System en Amérique du Nord, des exigences et des restrictions sont appliquées aux développeurs qui souhaitent que leur jeu sorte sur la console, notamment l'obligation de faire vérifier le contenu du jeu par Nintendo. Si le jeu n'est pas accepté, celui-ci n'est pas étiqueté du Nintendo Seal of Quality et le jeu ne peut pas fonctionner sur la console, et ce à cause d'un système de verrouillage intégré dans la machine nommé 10NES. Une telle implication dans le contenu des jeux devient ensuite pratique courante auprès des autres fabricants de consoles de jeux,.

## Classifications

### Âge
Les différentes évaluations de l'Entertainment Software Rating Board sont représentées par une lettre.
| Icône actif | Icône actif | Icône actif | Icône actif | Description |
| 1994        | 1998        | 2003        | 2013        | Description |
| ----------- | ----------- | ----------- | ----------- | --- |
|             |             |             |             | Kids to Adults (Des enfants aux parents) Classification mise en place en 1994, pour tous à partir de 6 ans, remplacée en 1998 par le classement E. Everyone (Tout le monde)/Enfants et adultes Contenu convenant aux personnes de 6 ans ou plus. Classification mise en place en 1998 pour remplacer la classification KA. |
| -           | -           |             |             | Everyone 10+ (Tout le monde au-dessus de 10 ans)/Enfants et adultes 10+ Contenu convenant aux personnes au-dessus de 10 ans. Classification mise en place en octobre 2004. Donkey Kong Jungle Beat est le premier jeu à avoir reçu cette évaluation, le 2 mars 2005. |
|             |             |             |             | Teen (Adolescents)/Adolescents Contenu convenant aux personnes à partir de 13 ans. |
|             | –           |             |             | Mature (Mature à partir de 17 ans)/Jeunes adultes 17+ Contenu destiné aux personnes à partir de 17 ans. Les jeux dans cette catégorie peuvent contenir une violence intense, un contenu sexuel ou un langage violent. |
|             |             |             |             | Adults Only (Adultes uniquement à partir de 18 ans)/Adultes seulement 18+ Contenu qui ne devrait être joué que par les personnes de 18 ans et plus. Les jeux dans cette catégorie peuvent contenir des scènes prolongées d’intense violence ou des images de sexe ou de nudité. En mai 2007, on comptait 23 jeux dans cette catégorie. Un jeu qui se voit doté d’un tel classement voit généralement ses ventes diminuées de moitié, les grandes enseignes telles que Wal Mart, Target ou Best Buy refusant d’accueillir ces jeux sur leurs étalages. |
| –           | –           |             |             | Rating Pending (En attente de classement)/Cote en attente Concerne les jeux n’ayant pas encore été évalués et n’apparaît que dans les publicités précédant la sortie d’un jeu, ainsi que les sites web des développeurs et éditeurs. Ce classement n'apparait que pendant le développement d'un jeu vidéo ou jusqu'à sa commercialisation. |
| –           | –           | –           |             | Shares Info (Partage d’information) |
| –           | –           | –           |             | Shares Location (Partage de position) |
| –           | –           | –           |             | Users Interact (Interaction entre utilisateurs) |

| icone retiré | icone retiré | icone retiré | icone retiré | icone retiré                                  |
| 1994         | 1998         | 2003         | 2013         | description                                   |
| ------------ | ------------ | ------------ | ------------ | --------------------------------------------- |
|              |              |              |              | l'icone ec a été retiré pour sous utilisation |

### Contenu
Le système d'évaluation ESRB comporte également des commentaires qui permettent de mieux cerner le contenu. Si la description est décrite comme faible, la fréquence d'apparition, l'intensité ou la sévérité du caractère décrit du contenu est faible.
- Chansons ordurières : paroles contenant des jurons et des références explicites ou fréquentes au sexe, à la violence ou à la consommation d’alcool ou de drogues ;
- Contenu sexuel : représentations non explicites de comportement sexuel, y compris des scènes de nudité partielle ;
- Espiègleries : représentations ou dialogues comportant de l'humour burlesque ou suggestif ;
- Fort contenu sexuel : représentations explicites ou fréquentes de comportements ou actes sexuels, y-compris des scènes de nudité ;
- Humour adulte : représentations ou dialogues comportant de l'humour jugé « adulte », ainsi que des références à la sexualité ;
- Humour grossier : représentations ou dialogues comportant des espiègleries vulgaires, également de « l'humour de toilettes » ;
- Langage : jurons de légers à modérés
- Langage ordurier : utilisation fréquente ou explicite de jurons ;
- Mention d’alcool : mention ou images de boissons alcoolisées ;
- Mention de drogues : mention ou images de drogues illicites ;
- Mention de tabac : mention ou images de produits dérivés ou contenant du tabac ;
- Nudité : représentations graphiques ou prolongées de nudité ;
- Nudité partielle : scènes de nudité brèves ou légères ;
- Paroles de chansons : présence de jurons et de légères références au sexe, à la violence, à la consommation d’alcool ou de drogues ;
- Références violentes : références à des actes de violence ;
- Sang : représentations de sang ;
- Sang en animation : représentations de sang décoloré ou non réaliste ;
- Sang et carnage : représentations de sang ou de mutilation de certaines parties du corps ;
- Simulation de jeux de hasard : jeu de hasard possible sans parier ou gager des espèces ou de l’argent réel ;
- Thèmes sexuels : références au sexe ou à la sexualité ;
- Thèmes suggestives : références ou représentations légèrement suggestives ;
- Usage d’alcool : consommation de boissons alcoolisées ;
- Usage de drogues : consommation ou usage de drogues illicites ;
- Usage de tabac : consommation de produits dérivés ou contenant du tabac ;
- Violence : scènes contenant un conflit agressif pouvant contenir des mutilations sans effusion de sang ;
- Violence en animation : actes violents comportant des situations et des personnages animées sans porter atteinte aux personnages victimes de ces actes ;
- Violence fictive : actes violents à caractère fictif exécutés par des personnages humains ou non humains effectués dans des situations de la vie réelle que l’on peut distinguer aisément ;
- Violence intense : représentations graphiques et réalistes de conflit physique pouvant contenir des scènes ou images de sang réalistes ou extrêmes, de carnage et d’armes, ainsi que des représentations de blessures corporelles et de mort ;
- Violence sexuelle : représentations de viol ou autres actes sexuels violents ;
- Vrais jeux de hasard : jeu de hasard possible, y-compris parier ou gager des espèces ou de l’argent réel.

## Méthode d’évaluation
Pour obtenir une évaluation de son jeu, le développeur envoie à l’ESRB un enregistrement des passages les plus violents du jeu et remplit un questionnaire décrivant le contenu de celui-ci. Selon le site de l’ESRB, trois évaluateurs observent alors les enregistrements indépendamment et recommandent un classement, qui sera ensuite communiqué au développeur.
Quand un jeu est prêt pour sa sortie, le développeur envoie des copies de la version finale du jeu à l’ESRB qui vérifie alors que les premières informations étaient complètes. Dans le cas où le jeu aurait été plus violent qu’annoncé, le développeur peut recevoir des pénalités.